# Eustala viridipedata
Eustala viridipedata är en spindelart som först beskrevs av Roewer 1942.  Eustala viridipedata ingår i släktet Eustala och familjen hjulspindlar.
Artens utbredningsområde är Peru. Inga underarter finns listade i Catalogue of Life.